# 진공관

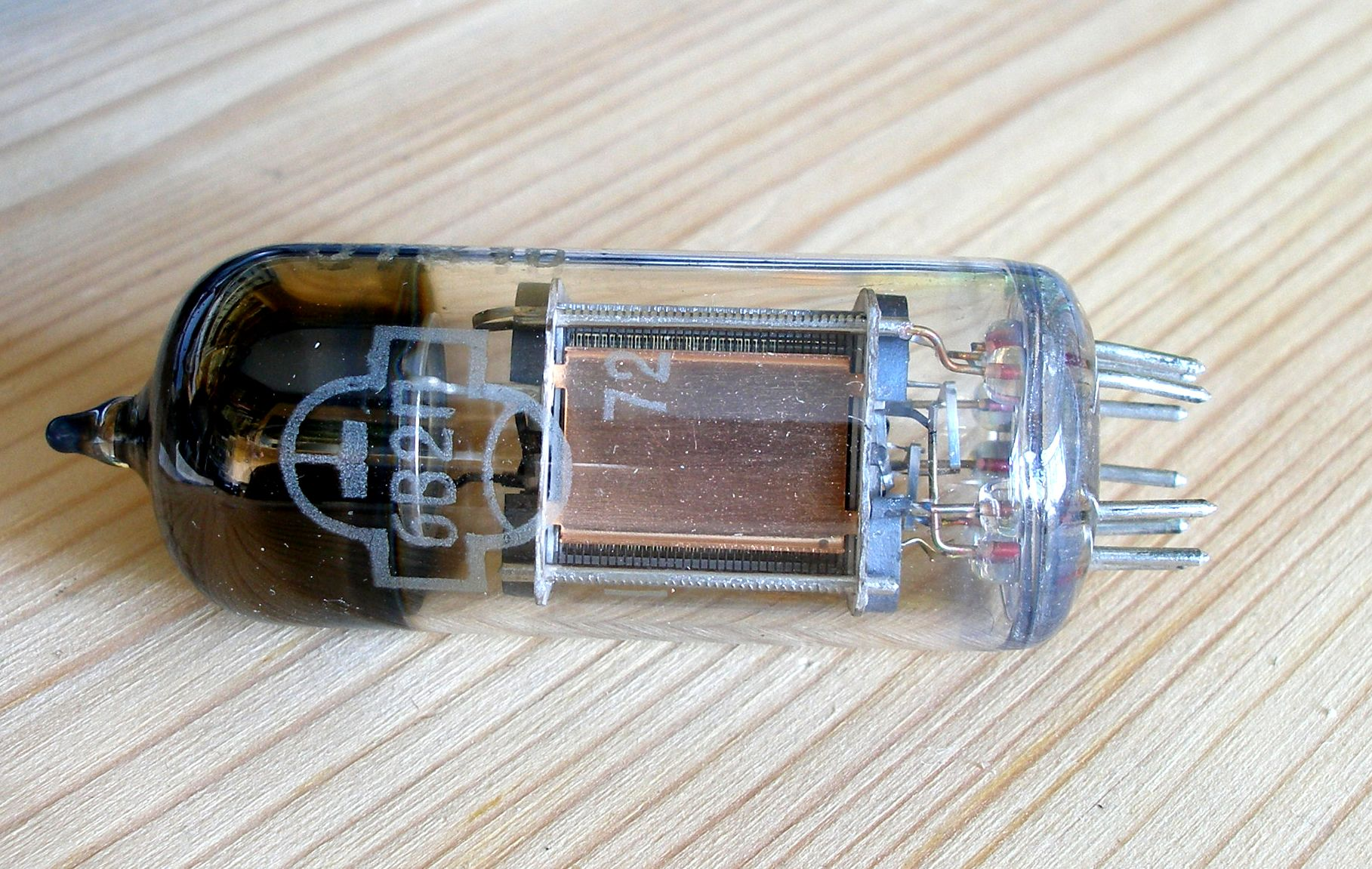
진공관

진공관(眞空管, 영어: vacuum tube, electron tube)은 진공 속에서 전자의 움직임을 제어함으로써 전기 신호를 증폭시키거나 교류를 직류로 정류하는 데 사용하는 전기 장비이다. 전자관(Electronic tube), 열전자관(Thermionic valve), 라디오 밸브(Radio valve)로 부르기도 한다.
한 때 대부분의 전기 장비에 사용되었으나 현재는 더 작고 값싼 트랜지스터(반도체, 집적회로)로 대체되었으며, 진공관은 높은 주파의 큰 전력을 사용하는 장비 또는 오디오 앰프 등에 일부 사용되고 있다.

## 역사

### 1904 ~ 1926년
에디슨이 전구를 실험하는 과정에서 전구에 전극을 하나 더 넣었는데, 전극이 양전하를 띄면 전구에 불이 들어올때 필라멘트에서 전극으로 전류가 흐르는 것을 발견하였다. 1884년에 이 현상을 에디슨이 발견했기 때문에 에디슨 효과라고 불리었으나, 에디슨은 백열전구의 효율 개선에만 집중했기 때문에, 이 현상을 실용화하지 않았다. 이 에디슨 효과가 단서가 되어 영국의 플레밍이 1904년에 최초의 진공관인 이극 진공관을 발명했고, 미국의 디포리스트가 1906년 삼극 진공관을 발명했다.
1912년 해럴드 아놀드는 진공관의 내부 구조를 바꾸고 진공관 내부의 공기를 최대한 빼서 부분 진공 상태에 가깝게 만들었다. 이후 1914년에 장거리 전화선에서 증폭기로 진공관이 사용되었다. 이후 1910년대에 독일의 물리학자 쇼트키가 사극진공관을 실험하였고, 미국의 공학자 힐이 이를 토대로 실용적인 사극진공관을 개발했다. 네덜란드의 공학자 밴저민 델레겐은 1926년에 오극진공관을 발명했다.

### 1960 ~ 1970년대
트랜지스터가 발명되자 1960년대 들어 진공관은 점차 트랜지스터로 교체되었다. 진공관으로는 원리상 단극성인 것밖에 만들 수 없지만 트랜지스터로는 양극성 소자를 만들 수있다는 점 이외에도, 진공관보단 트랜지스터쪽이 제조가 용이하며, 가격이 트랜지스터 쪽이 낮았기 때문에, 주 회로에 진공관을 사용한 텔레비전 수상기나 라디오 수신기는 1970년대에 들어가면 생산이 중지되기에 이른다.

### 현재
다이오드와 트랜지스터가 발명된 이후 진공관은 거의 사용되지 않게 되었지만, 일부 트랜지스터로 대체하지 못하는 분야에서는 아직도 사용되고 있다.
예를 들어 높은 주파수의 큰 전력(10GHz·1 킬로와트 이상)의 용도에서는 현재에도 진공관이 쓰이고 있는데, AM 라디오 방송 (중파방송, 단파방송) 송신에서 100kW~1000kW 급 출력을 낼 때 30kV의 고전압도 제어가 가능하기 때문에 진공관이 널리 사용된다.(FM 라디오 방송이나 디지털 방송의 경우 평균 500W~1kW로 높은 출력이 필요하지 않기 때문에 반도체가 사용되고 있다.) 트랜지스터의 경우 지능형 전력 모듈(IPM) 소자의 경우 대역폭이 20kHz에 최대 작동 전압이 2kV 정도이고, 절연 게이트 양극성 트랜지스터(IGBT) 소자는 6.6kV까지 낼 수 있으나 제어 주파수가 매우 낮다. 단, LORAN-C 시스템의 경우 트랜지스터로 출력을 높이기 위해 작은 모듈들을 병렬로 연결하여 고전류로 구동하는 방식을 사용하고 있다.
브라운관과 일본에서 발명된 진공 형광 디스플레이는 디스플레이 장치로 사용되며, 강력한 전자파를 만들어내는 자전관은 레이다나 전자레인지에 쓰이고 있다. 최근엔 브라운관 대신 평면 디스플레이를 사용하게 되어 자전관이 대량 생산되는 유일한 진공관이 되었다.
진공관을 오디오 앰프의 증폭용 소자로 사용할 경우 독특한 음질을 가지게 된다. 때문에 오디오 매니아들에게 사랑을 받고 있어 고급 오디오 앰프 등 한정된 용도에서도 쓰이고 있다. 진공관을 증폭용 소자로 사용한 앰프는 트랜지스터 앰프에 비해 구조가 단순하고 만들기 쉽기 때문에, 개인이 진공관 앰프를 자작한 사례도 쉽게 찾아볼 수 있다.
오디오용 진공관은 중국 등에서는 아직도 제조가 이루어지고 있으며 일부 방송국, 의료기기용으로 극소수로 제조되기도 한다.

## 형태
진공관은 바깥의 유리관(Glass tube)과 그 안에 금속으로 된 전극이 있다. 일부 군용이나 특수용도로 된 진공관은 철을 유리로 밀봉한 형태의 금속관을 사용하기도 한다. 전극은 관 속에서 전자의 흐름을 조절하는 역할을 한다. 진공관의 전극은 캐소드와 플레이트와 그리드로 구성된다.
- 캐소드(Cathode) : 백열전구에 있는 것과 같은 필라멘트(또는 히터(heater))가 있는데, 전류가 캐소드로 흘러 들어가서 캐소드가 가열되면 열과 함께 전자가 방출된다. 캐소드의 열은 플레이트의 금속 표면층을 가열시키고 전자를 보낸다. 캐소드는 음전하(-)를 띄는데, 전자 역시 음전하를 띄고 있다. 같은 성질을 가진 두 전하는 항상 서로 밀어내는 성질을 가지므로, 방출된 전자를 캐소드가 밀어내게 된다. 캐소드는 필라멘트 자체가 캐소드의 역할을 하는 '직열식'과 별도의 히터가 캐소드를 가열시키는 '방열식'이 있다.

- 플레이트(Plate) 또는 어노드(Anode) : 큰 판 모양의 금속 부품으로 되어 있다. 캐소드에서 방출한 전자를 플레이트가 받아서 이동된다. 플레이트는 양전하(+)를 띄는데, 반대 성질을 가진 두 전하는 항상 서로 잡아당기는 성질을 가지기 때문에, 캐소드가 밀어낸 전자를 받아들여 전류가 흐르게 한다. 플레이트의 형태는 다양한 형태가 있으며, 일부 특수한 관은 망으로 싸인 형태인 것도 있다.

- 그리드(Grid) : 3극 이상의 진공관에 들어있다. 플레이트와 캐소드 사이에 가는 전선을 망이나 그물 형태로 감겨놓은 형태의 부품이다. 캐소드와 플레이트 사이에 있으며 진공관에 흐르는 전자의 양을 제어하는 역할을 한다. 그리드가 강한 음전하(-)를 띄는 경우 플레이트에 다다르는 전자 양이 적어지고, 그리드의 음전하가 약해지면 플레이트에 다다르는 전자 양이 많아진다. 그리드가 띄고 있는 전하의 세기는 진공관으로 들어가는 전자 신호의 세기와 동일하다. 4극 진공관에는 스크린(screen), 5극 진공관에는 서프레서(suppressor)가 추가로 들어간다.

- 게터(Getter) : 진공관을 밀봉할 때 완전히 제거되지 못한 기체를 흡수해주는 물질이다. 게터는 형태에 따라 게터 미러(Getter mirror)와 게터 링(Getter Ring)이 있다. 게터 미러는 진공관 안쪽에 산화 바륨을 바른 것으로 거울처럼 빛나보이는 데서 유래된 이름이다. 게터 링은 게터 미러 부근에 작은 고리나 금속판 같은 것을 철사에 달아놓은 평태의 부품이다. 게터는 구조에 따라 플레이트 구조물 위에 있거나, 아래 혹은 베이스 밑부분에 위치하는 경우도 있다. 진공관의 상태를 알아볼때 게터 미러의 상태를 알아보는 방법이 있는데, 게터 미러가 변색되거나 줄어들 경우 수명이 다되어 감을 의미한다. 단, 진공관의 상태와 관계없이 일어나기도 하기 때문에 계측기를 이용해서 정확한 상태를 알 수 있다.

- 스페이서(spacer) : 진공관 안쪽에 들어간 얇은 원형의 절연체로, 플레이트 구조물이 유리관의 벽에 닿지 않게 하고, 부품간이 서로 붙지 않도록 절연을 유지해주는 부품이다.

- 베이스(Base) : 진공관 아래 부분의 부품으로, 진공관의 핀이 위치해있다. 재질은 금속이 대부분이나 플라스틱, 운모 판등도 존재한다. 미니어처관이나 서브미니어처관은 베이스가 없이 전체가 유리로 밀봉되어 있으며 유리에서 바로 핀이 노출된 형태로 되어있다.

## 분류

### 구조별 분류
- 2극 진공관
  - 다이오드(Diode)라고도 부른다. 원래 다이오드는 2극 진공관을 가리켰다. 캐소드와 플레이트만으로 이루어진 가장 단순한 구조를 가지고 있다. 주로 정류기나 검파기으로 활용된다. 최초 등장시에는 전신기에 사용되었다. 정류기는 교류 전류를 직류 전류로 바꾸어주는 장치인데, 교류를 2극 진공관에 보내면 캐소드가 음전하를 띌 때만 전류가 통과되므로, 특정 방향으로 흐를 때만 2극 진공관을 통과할 수 있으며, 통과후 한 방향으로만 흐르는 직류 전류가 된다. 이것을 정류 작용이라고 한다. 검파기에서는 2극 진공관이 전파의 약한 교류를 직류로 바꾸고, 이 직류를 통하여 수신기에서 소리와 영상을 내보낸다.

- 3극 진공관
  - 트라이오드(Triode)라고도 부른다. 2극 진공관에 그리드가 추가된 형태로, 이 그리드가 전류의 흐름을 조절하는 역할을 한다. 처음 그리드에 전압을 걸어주면 전자가 그리드에서 되돌아가서 전류가 흐르지 않는다. 여기에 그리드의 전압을 낮추면 낮출수록, 플레이트로 흐르는 전자의 양이 많아지게 되고 진공관을 흐르는 전류가 증가하게 된다. 그러므로 그리드의 작은 전압의 변화가 플레이트 전류의 큰 변화가 나타나는데, 이를 증폭 작용이라고 한다. 증폭 작용 이외에 고주파 전류를 만들어내는 발진 작용, 고주파 전류에 포함되어 있는 주파수가 적은 저주파 전류를 가려내는 검파 작용도 한다.

- 4극 진공관
  - 테트로드(Tetrode)라고도 부르는데. 그리드와 플레이트 사이에 스크린(screen) 그리드가 있는 형태다. 여기에 양전압(+)을 걸면 전자가 가속되는 효과가 나온다. 다만, 스크린 그리드를 통해 가속된 전자가 플레이트와 충돌하여 2차 전자가 방출되는 문제가 생기게 된다.

- 5극 진공관
  - 펜토드(Pentode)라고도 부르며, 서프레서(suppressor) 그리드가 더 추가된 형태이다. 서프레서에 음전압을 걸어 2차 전자를 플레이트로 돌려내는 형태를 가진다. 4극관의 문제를 개선한 형태로 전력 증폭용으로 많이 사용된다.

- 빔관
  - 빔 테트로드(Beam Tetrode)라고 부른다. 1936년에 RCA가 발표하였다. 5극관과 달리 서프레서 그리드가 캐소드와 연결된 형태로 2차 전자를 흡수하는 역할을 한다. 5극 진공관보다 더 효율이 좋아서 오디오용 고출력으로 많이 쓰인다.

- 음극선관
  - 브라운관이라고도 부른다. 진공관의 원리를 응용하여 시각을 표현해주는 장비이다. 음극선관의 앞면은 원형과 사각형의 큰 화면이고, 반대편은 좁은 부분으로 전자총이 있다. 전자총에서 나간 전자가 자기장에 의해 휘어서 그림자 마스크의 한 부분에 부딪히면서 빛을 낸다.

- 마이크로파 진공관
  - 고주파수의 전자기파를 만들고 조절하는 역할을 한다. 마이크로파진공관은 클라이스트론, 마그네트론, 진행파관 등이 있다.

- 가스진공관
  - 진공관 안에 아르곤, 수은 증기, 네온 등의 기체가 소량으로 들어있는데, 이 기체는 진공관에 흐르는 전자의 양을 높인다. 기체의 원자에 있는 전자가 빠져나가 이온화되면 양전화를 띄게 되어 더 많은 전자가 이동된다. 가스진공관의 예로 사이러트론 등이 있다.

## 외형별 분류
| 나스관           | 1930년대까지      |       |
| 에스티관         | 1930년대~1950년대 | ST 관 |
| 지티관           | 1940년대~1950년대 | GT 관 |
| 미니어쳐관       | 1950년대 말       | mT 관 |
| 서브 미니어처 관 | 1960년대 말       |       |

## 특징
| - 캐리어 이동도가 높다(자유 공간 안의 전자). - 구조에 따라서는 높은 내압을 확보할 수 있다. - 구조가 단순하고, 절연 파괴 등에 따른 불가역 손상이 적다. 한편, 트랜지스터 등의 반도체는 절연 파괴시 다시 사용할 수 없는 상태에 이른다. 더불어 전자기 펄스(EMP)에도 트랜지스터에 비해 비교적 강한 편이다. | 진공관은 백열등의 구조에서 파생되었기 때문에, 백열등이 가지는 단점도 가지고 있다. - 원리적으로 열전자원(필라멘트나 히터)이 필요해서 소비 전력이 크고, 열이 많이 난다. 이 때문에 진공관을 이용하는 장치에서 장시간 가동을 하기 위해서 별도의 냉각장치를 달아놓기도 한다. - 열전자원의 수명이 비교적 짧다(수천 시간 정도). 그래서 기판에 바로 장착하는 방식이 아닌 소켓을 이용하여 교환이 가능하도록 장착하는 방식을 써야했고, 작동중에 진공관을 교체하는 일이 빈번하다. - 크기를 줄이기 쉽지 않고 내진성에 문제가 있다. 특히 고출력을 내는 진공관은 크기가 매우 커지기 때문에, 과거 진공관을 통해 컴퓨터를 제조했을 때 어마어마한 크기를 요구하였다. - 외부환경에 매우 취약하다. 열전자원을 가열할 때 겨울 등 저온 환경에서는 가열이 제대로 안되어 작동을 못하기도 하고, 여름 등 고온 환경에서는 과열되어 진공관이 쉽게 파손되기도 한다. - 트랜지스터에 견주어 소자 단가가 비싸다. |

## 같이 보기
- 음극 선관
- 전자공학
- 광전 증폭관
- 앰프